# North Barrackpur
North Barrackpur là một thành phố và khu đô thị của quận North Twentyfour Parganas thuộc bang Tây Bengal, Ấn Độ.

## Nhân khẩu
Theo điều tra dân số năm 2001 của Ấn Độ, North Barrackpur có dân số 123.523 người. Phái nam chiếm 52% tổng số dân và phái nữ chiếm 48%. North Barrackpur có tỷ lệ 84% biết đọc biết viết, cao hơn tỷ lệ trung bình toàn quốc là 59,5%: tỷ lệ cho phái nam là 87%, và tỷ lệ cho phái nữ là 81%. Tại North Barrackpur, 7% dân số nhỏ hơn 6 tuổi.